# رسانه‌های جداشدنی

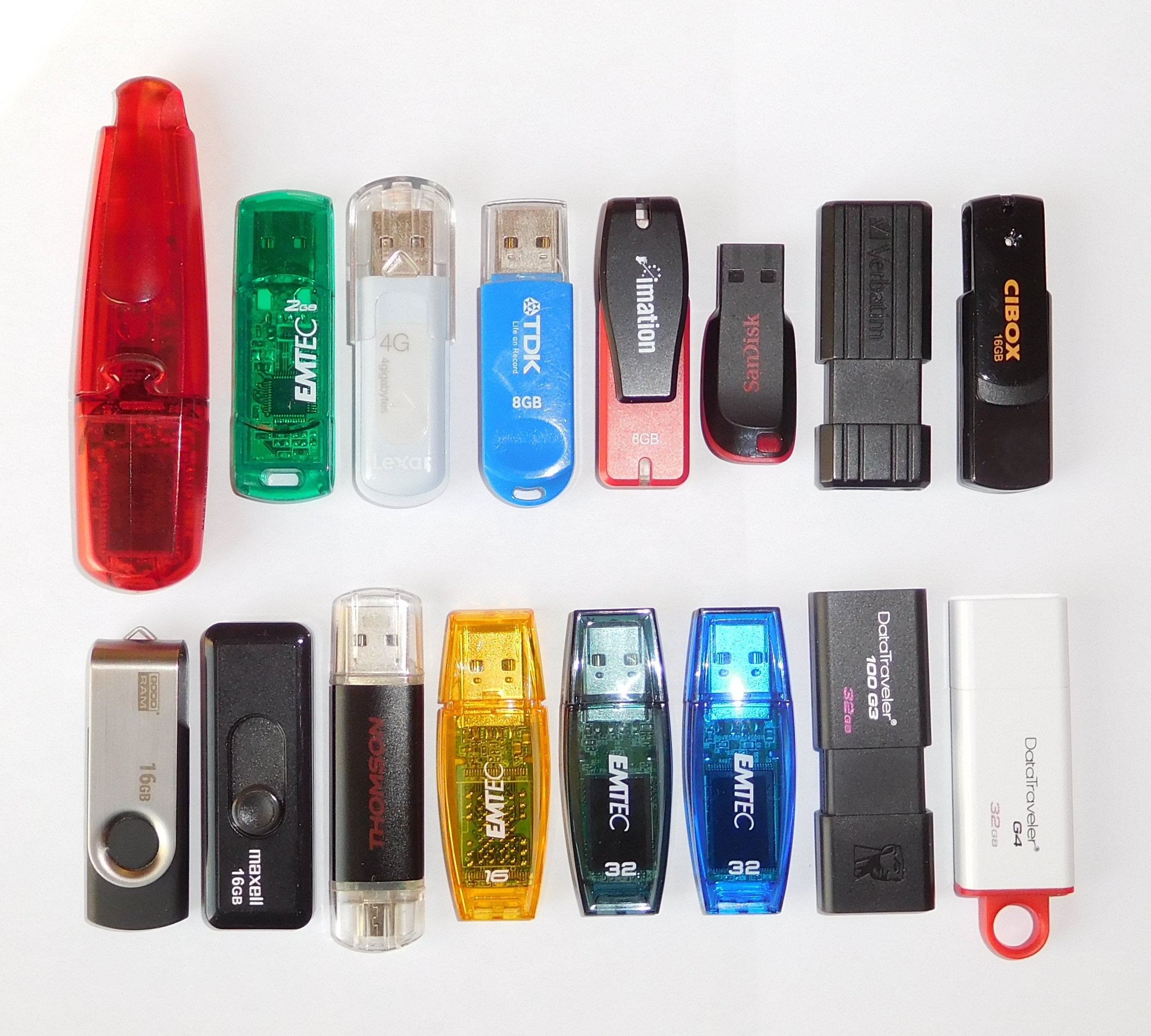
یواس‌بی فلش درایوهای مختلف

رسانه‌های جداشدنی یا رسانه‌های قابل حمل (به انگلیسی: Removable media) به وسیله‌هایی که می‌تواند به راحتی به رایانه متصل شود و جدا شود گفته می‌شود و اغلب برای انتقال داده میان رایانه‌ها به کار می‌رود.
این رسانه‌ها شامل موارد زیر می‌باشد:
- دیسک‌گردان نوری (دی‌وی‌دی، دیسک بلو-ری و لوح فشرده)
- فلاپی دیسک / زیپ درایو
- یواس‌بی فلش درایو
- چاپگرهای بی‌سیم و سیمی
- نوار مغناطیسی
- هارد اکسترنال